# Maplewood (Minnesota)
Maplewood è un comune degli Stati Uniti d'America, situato in Minnesota, nella contea di Ramsey.